# Violet Stigmata
Violet Stigmata – francuski zespół grający gothic rock, death rock oraz darkwave założony przez Nicolasa Fourneta (Nico) w 1996 roku w Besançon.

## Historia
Początki działalności grupy sięgają roku 1996. Zespół założył Nico i przez pewien czas Violet Stigmata był jednoosobowym projektem, potem dołączyła do niego poznana młoda graficzka Céline Fournet. Wspólnie wydali kilka EP (The Skeleton Feast, Manticore czy Unterwelt) jednakże na pierwsze prawdziwe dokonania muzyczne trzeba było czekać aż do roku 1999. Wtedy, po dołączeniu pozostałych członków grupa zaczęła działalność wydawniczą i koncertową. W roku 1999 zespół wydał dwie EPki zatytułowane The Violet Stigmata Project i Humanicide, rok później kolejne dwie Mors Ultima Ratio oraz Second Blood.
W roku 2001 ukazała się tylko jedna EPka Delirium Nocturnus anonsująca wydaną rok później debiutancką płytę zespołu zatytułowaną Décompositions & Reliques. Na zawartość tej płyty, jak i wydanego w 2003 kolejnego albumu Progénitures, Suite & Fin składają się w dużej mierze zremasterowane wersje utworów wydanych wcześniej na demach. W roku 2005 zespół nagrywa kolejną płytę Dyskronik Circus w międzyczasie intensywnie koncertując. Występują m.in. wspólnie ze znanym amerykańskim zespołem Cinema Strange w Paryżu, koncertują w Londynie, występują też w znanym paryskim klubie Bataclan. Zespół często odbywał wspólne tournée wraz z francuskim zespołem Varsovie.
W roku 2009 ukazuje się kolejna płyta zespołu zatytułowana Twilight of the Fortune Tree, Dobrze przyjęta okazała się ostatnim wydawnictwem zespołu. 27 kwietnia 2011 roku lider grupy Nico umiera z powodu obrażeń, odniesionych w poważnym wypadku samochodowym.
Śmierć charyzmatycznego lidera, kompozytora i wokalisty jest dla zespołu na tyle dużym ciosem, że mimo iż nigdy nie opublikowano oficjalnej informacji o rozwiązaniu grupy, Violet Stigmata zaprzestał jakiejkolwiek działalności i na chwilę obecną (2016) nic nie wskazuje na powrót grupy.

## Styl muzyczny
Muzyka zespołu ewoluowała na przestrzeni lat, pozostając jednak zawsze w kręgu mrocznych i niepokojących dźwięków death rocka. Sam Nico wspominał, że najbliżej mu do zespołów z kręgu batcave takich jak Christian Death czy Neva. Muzyka brzmi złowieszczo co podkreślają okładki albumów będące zasługą Céline Fournet. Utwory są mieszanką ostrych gitarowych riffów z bardzo zimnymi klawiszami.

## Skład zespołu
- Nico - śpiew, gitara, programowanie
- Céline Fournet - instrumenty klawiszowe
- Frederic Schouler - gitara
- Thoms - gitara basowa
- Yhaill - instrumenty klawiszowe
- Vince - perkusja

## Dyskografia
- 1996 : The Skeleton Feast (EP)
- 1996 : Manticore (EP)
- 1996 : Unterwelt (EP)
- 1999 : The Violet Stigmata Project (EP)
- 1999 : Humanicide (EP)
- 2000 : Mors Ultima Ratio (EP)
- 2000 : Second Blood (EP)
- 2001 : Delirium Nocturnus (EP)
- 2002 : Décompositions & Reliques
- 2003 : Progénitures, Suite & Fin
- 2005 : Dyskronik Circus
- 2009 : Twilight of the Fortune Tree